# Proasellus bellesi
Proasellus bellesi és una espècie de crustaci isòpode pertanyent a la família dels asèl·lids.

## Hàbitat
Viu a l'aigua dolça.

## Distribució geogràfica
Es troba a Europa: la província de Màlaga (l'Estat espanyol).